# ボーンズ アンド オール
『ボーンズ アンド オール』（原題: Bones and All）は、2022年製作のアメリカ合衆国・イタリア合作の恋愛ホラー映画。ルカ・グァダニーノ監督、テイラー・ラッセル、ティモシー・シャラメ主演。R18+指定。

## ストーリー
人食いの少女マレンは父親に見捨てられ、出生証明書に書かれた母親の出生地であるミネソタへ向かおうとしていた。途中の町で、同族（イーター）だという男サリーと出会い、マレンは彼と共に老婆を食べる。サリーは食べた相手の髪の毛を集めているという。気味の悪いサリーを残し、マレンはバスに飛び乗った。旅を続けるマレンは一人インディアナに到着、そこでまたも同族と出会う。リーと名乗るその少年とマレンは行動を共にするようになり、徐々に親密になっていった二人はミネソタまでのドライブを始める。
ある晩、通りすがりのカーニバルで狙いをつけた男をリーが誘い出し、畑の中で殺して食べた二人だったが、独り身と思っていたその男に妻子がいることが分かる。罪悪感を感じるマレンと、これはイーターの宿命であると言うリーの間には不和が生じる。二人はミネソタに辿り着く。電話帳で調べた住所を頼りに家を探すと、そこにはマレンの祖母が住んでいた。祖母は、マレンの母親はファーガス・フォールズという町の精神病院に、自ら手続きをして入ったと告げる。マレンは病院へ面会へ行き、自分の両手を食べてしまい手が無くなった母親の姿を目にしてショックを受ける。母親がマレンにあてて十五年程前に書いたという謝罪の手紙を読んでいると、母親は自分と同じ「怪物」である娘を殺そうと襲いかかる。マレンは母親に憤り、リーとも口論になり一人立ち去る。
リーがマレンを探している頃、メリーランドからずっと尾けてきていたサリーが、マレンの前に姿を表す。サリーは自分のバンに乗るようマレンを誘うが、彼女は彼を信頼できないと言って拒絶した。サリーはマレンを罵って走り去る。リーは妹や母親のいる地元へと帰った。夏、マレンはリーを訪ねて湖の畔へとやって来る。二人は再度ドライブを始め、今度は西を目指す。道の途中、リーは暴力的な人食いの父親を食べた時の話をし、自分は死ぬべきだったと言う。マレンは彼を慰め、愛していると告げる。その後、二人はアナーバーで、「普通の人間のような暮らし」を始める。ある日、マレンを狙ってサリーがやって来るが、マレンはリーと協力してサリーに反撃、奪い取ったナイフで付けた刺し傷から内臓をえぐり出して殺害する。しかし、リーも肺を刺されて重症を負ってしまう。二人はサリーの荷物の中に、リーの妹の髪の毛を見つける。マレンの腕の中、死にゆくリーは自分を骨ごと食べてくれと懇願する。マレンは最初は拒否したが、最終的にはその願いに応えるのだった。

## キャスト
- マレン：テイラー・ラッセル
- リー：ティモシー・シャラメ
- サリー：マーク・ライランス
- アンドレ・ホランド
- クロエ・セヴィニー
- ジェシカ・ハーパー
- デヴィッド・ゴードン・グリーン
- ジェイク：マイケル・スタールバーグ
- ジェイク・ホロウィッツ

## 受賞
- 第79回ヴェネツィア国際映画祭
  - 銀獅子賞（ルカ・グァダニーノ）
  - マルチェロ・マストロヤンニ賞（テイラー・ラッセル）